# Safia integerrima
Safia integerrima är en fjärilsart som beskrevs av Walker 1857. Safia integerrima ingår i släktet Safia och familjen nattflyn. Inga underarter finns listade.